# Svetlana Tihanovska
Svetlana Tihanovska (rojena Pilipčuk, belorusko Святла́на Гео́ргіеўна Ціхано́ўская (Піліпчук), rusko Светла́на Гео́ргиевна Тихано́вская (Пилипчу́к)), beloruska aktivistka in političarka, * 11. september 1982, Mikaševiči, Beloruska sovjetska socialistična republika (danes Belorusija)
Svetlana Tihanovska je bila protikandidatka Aleksandru Lukašenku na predsedniških volitvah 2020. Postala je simbol beloruskega upora. Za kandidaturo se je odločila po aretaciji svojega moža Sergeja Tihanovskega, ki je veljal za najresnejšega tekmeca Lukašenku. Svetlana Tihanovska je nekdanja učiteljica in prevajalka, gospodinja in mati dveh otrok, ki do kandidature na predsedniških volitvah leta 2020 ni imela političnih izkušenj. Zavezala se je, da bi v primeru zmage v roku pol leta razpisala nove, svobodne predsedniške volitve, na katerih bi lahko kandidirali diskvalificirani opozicijski kandidati, sama pa bi se umaknila. Po volitvah, na katerih je po uradnih rezultatih že šestič zapored zmagal Lukašenko, so v Belorusiji izbruhnili protesti, Tihanovska pa je z otrokoma pobegnila v Litvo. Uradni rezultati volitev, po katerih je Lukašenko prejel več kot 80 % glasov volivcev, Tihanovska pa okoli 10 %, naj bi bili lažni. Po ocenah nekaterih anket naj bi imela Tihanovsko podporo okoli 70 % volivcev. Tihanovska je v naslednjih dneh in tednih protivladnih protestov državljane spodbujala k nenasilnim protestom in splošni stavki.